# Andrej Barov
Andrej Barov (* 6. Oktober 1958 in Leningrad) ist ein deutscher Fotokünstler. Zentral für sein Schaffen ist die Auseinandersetzung mit den jüngsten Erkenntnissen der Hirnforschung. Barov gilt als Begründer der Brain Art. 

## Leben
Andrej Barov hat an der Leningrader Akademie für Theater, Film und Musik die Fächer Theaterwissenschaften und Kunstgeschichte studiert. Während seines anschließenden 10-jährigen Engagements beim Spielfilm-Studio Lenfilm ist der Künstler quer durch Russland gereist und hat an den verschiedensten Orten Filme jeglicher Couleur abgedreht. Diese Zeit hielt umfangreiche Einblicke in die regional stark diversifizierte russische Kultur und den Lebensalltag der UdSSR bereit. Ende der 80er Jahre begann Andrej Barov auch, sich intensiv mit der Fotografie als Kunstform zu beschäftigen.  
Andrej Barov ist 1988 aus seinem russischen Heimatland nach Deutschland geflohen. Seither ist Deutschland der Lebensmittelpunkt des Künstlers, der sich seit Mitte der 90er Jahre besonders mit den neuen Möglichkeiten der digitalen Bildbearbeitung und der Computeranimation im Verbund mit neuesten Forschungserkenntnissen zur Abwicklung von Wahrnehmungsvorgängen im Gehirn beschäftigt hat.

## Brain Art
Andrej Barovs Kunstwerke wollen nicht die Manipulierbarkeit von digitalen Bildern offenlegen, sie führen vielmehr vor Augen, wie jede Form von Bild den Betrachter manipulieren kann. Der Künstler lässt die neuesten Erkenntnisse der Hirnforschung in sein Schaffen einfließen und für den Betrachter unmittelbar erfahrbar werden. Die Möglichkeiten der digitalen Bildbearbeitung sind hierbei lediglich ein Mittel zur Visualisierung von Übersetzungsprozessen, die beim Computer in ähnlicher Weise ablaufen wie im menschlichen Gehirn. Barov beabsichtigt nicht, in das Feld der Digital Art vorzustoßen. Sein kritischer Gestus richtet sich auf die visuelle Kultur als solche, sie will ein Bewusstsein schaffen für unsere unbewussten Hypothesen über die Welt. 
Im Zentrum seines Schaffens steht deshalb nicht die Erforschung der Virtualität der Bilder, sondern die Absicht, ihre unabweisbare Macht und Wirkung in dem nicht zweckgebundenen Freiraum der Kunst an den Betrachter heranzutragen. Barov hinterfragt das menschliche Selbstverständnis im Sinne einer Ideologie, die ins Wanken geraten ist. Sind wir wirklich noch Herr im eigenen Haus? Der Zweifel an der Freiheit des menschlichen Willens, der uns als Ergebnis der Hirnforschung in den Medien begegnet, wird durch seine abstrakten Bilder nach konkreten Vorlagen visualisiert. Sie konfrontieren den Betrachter mit der Frage, wie sich sein Wahrnehmungsvorgang überhaupt vollzieht. Brain Art ist eine Kunst über den Menschen und sein Verhältnis zur Umwelt. 
Das bislang wichtigste Ergebnis dieser Studien wurde 2005 im Münchener Museum für Abgüsse Klassischer Bildwerke in der Ausstellung Colour Matrix präsentiert, die in Zusammenarbeit mit Brian Eno konzipiert wurde. Eno hat hierbei im Reflex auf Barovs Arbeiten Klanginstallationen geschaffen.

## Werke
Werkserien existieren unter anderem mit folgenden Titeln: Beatuy Matrix Operation, Stardust, Colours of Fragrance, Durstlöscher und Gehirnwäsche. Barov verwendet hierbei bekannte Motive aus der Medien- und Konsumwelt und unterzieht sie einem digitalen Abstraktionsvorgang, so dass auf dem vollendeten Werk das Motiv nicht mehr zu erkennen ist.
Barov reflektiert hierdurch auf die Funktionsweise unseres Wahrnehmungsapparats und auf seine Manipulierbarkeit, wie sie durch Marketingstrategien der Industrie verfolgt werden.

## Ausstellungen
- 2008 „Begegnung in bunt: Farbfassungen antiker griechischer und chinesischer Plastik im Vergleich“ Sonderausstellung des Museums für Abgüsse Klassischer Bildwerke, München. Neuauflage der Installation im Lichthof Nord (bis Ende August 08)
- 2007 Human Systems, BurdaYukom, München
- 2005 „Colour Matrix“, Andrej Barov, Brian Eno. Sonderausstellung des Museums für Abgüsse Klassischer Bildwerke, München
- 2005 „Wraps“ – anlässlich der Sonderausstellung „Bunte Götter – Die Farbigkeit antiker Skulptur“, Skulpturhalle Basel
- 2005 „Colours of Fragrance“ – anlässlich der Sonderausstellung „Parfüm-Ästhetik und Verführung“ im Museum für Kunst und Gewerbe, Hamburg
- 2004 „Perceptions“, Kodak Photokina 2004
- 2004 „Art drinks in the city“, Köln (Art Cologne)
- 2003 „Wohnträume – Wohnräume“, Museum für Gestaltung, Zürich
- 1997 „Kabinett – Sankt Petersburger Tendenzen“, Stedelijk Museum, Amsterdam
- 1996 „Aktuelle Kunst aus Sankt Petersburg“, Badischer Kunstverein, Karlsruhe
- 1993 European Photography Award
- 1992 Münchner Fotomuseum im Stadtmuseum